# Liste der Kulturdenkmale in Oldsum
In der Liste der Kulturdenkmale in Oldsum sind alle Kulturdenkmale der schleswig-holsteinischen Gemeinde Oldsum (Kreis Nordfriesland) und ihrer Ortsteile aufgelistet (Stand: 10. März 2025).

## Legende
In den Spalten befinden sich folgende Informationen:
- Objekt-ID: die Nummer des Kulturdenkmales
- Lage: die Adresse des Kulturdenkmales und die geographischen Koordinaten. Kartenansicht, um Koordinaten zu setzen. In der Kartenansicht sind Kulturdenkmale ohne Koordinaten mit einem roten Marker dargestellt und können in der Karte gesetzt werden. Kulturdenkmale ohne Bild sind mit einem blauen Marker gekennzeichnet, Kulturdenkmale mit Bild mit einem grünen Marker.
- Offizielle Bezeichnung: Bezeichnung des Kulturdenkmales
- Beschreibung: die Beschreibung des Kulturdenkmales
- Bild: ein Bild des Kulturdenkmales

## Bauliche Anlagen
| Objekt-ID     | Lage                                      | Offizielle Bezeichnung | Beschreibung | Bild                             |
| ------------- | ----------------------------------------- | ---------------------- | --- | -------------------------------- |
| 6970 Wikidata | Haus 19 (54° 43′ 55″ N, 8° 26′ 53″ O)     | Uthländisches Haus     | Uthländisches Haus; bez. 1854, Wirtschaftsteil nachträglich angesetzt; giebelständiger eingeschossiger Halbwalmdachbau mit Backengiebel und in die Fünf gebautem Wirtschaftsgebäude, mit Backsteinfassade und Reetdach - Begründung: geschichtlich, Kulturlandschaft prägend - Schutzumfang: gesamtes Objekt - Denkmaltyp: Bauliche Anlage               | Fotos hochladen                  |
| 6989          | Haus 35 (54° 43′ 51″ N, 8° 26′ 47″ O)     | Uthländisches Haus     | Uthländisches Haus; vor 1799; giebelständiger Backsteinbau mit reetgedecktem Halbwalmdach, Eingang mittig an der Längsfront mit zweifarbigem Korbbogen und Backengiebel; Traufpflaster und Vorgarten - Begründung: geschichtlich, städtebaulich, Kulturlandschaft prägend - Schutzumfang: Uthländisches Haus, Außenanlagen - Denkmaltyp: Bauliche Anlage | BW                               |
| 2667 Wikidata | Klintum 161 (54° 43′ 52″ N, 8° 27′ 22″ O) | Uthländisches Haus     | Alteintragung (Aktualisierung vorgesehen) - Begründung: Alteintragung (Aktualisierung vorgesehen) - Schutzumfang: Alteintragung (Aktualisierung vorgesehen) - Denkmaltyp: Bauliche Anlage | weitere Fotos \| Fotos hochladen |
| 6957 Wikidata | Klintum 163 (54° 43′ 51″ N, 8° 27′ 22″ O) | Uthländisches Haus     | Uthländisches Haus; letztes Viertel 19. Jh.; traufständiger eingeschossiger Halbwalmdachbau mit Reetdeckung und schiefergedecktem Backengiebel, Ziegelfassade mit Konsolfries - Begründung: geschichtlich, städtebaulich - Schutzumfang: gesamtes Äußeres - Denkmaltyp: Bauliche Anlage                                                                  | BW                               |
| 3512 Wikidata | Toftum 190 (54° 43′ 44″ N, 8° 27′ 3″ O)   | Oldsumer Mühle         | Galerieholländer, umgebaut zu einem Wohnhaus. Alteintragung (Aktualisierung vorgesehen) - Begründung: Alteintragung (Aktualisierung vorgesehen) - Schutzumfang: Alteintragung (Aktualisierung vorgesehen) - Denkmaltyp: Bauliche Anlage | weitere Fotos \| Fotos hochladen |
| 5161          | Toftum 232 (54° 43′ 44″ N, 8° 27′ 48″ O)  | Uthländisches Haus     | Uthländisches Haus; 19. Jh.; traufständiger eingeschossiger Halbwalmdachbau mit Backengiebel und in die Fünf gebautem Wirtschaftsgebäude, Backsteinfassade mit reduzierter Gliederung - Begründung: geschichtlich, städtebaulich, Kulturlandschaft prägend - Schutzumfang: Uthländisches Haus, Lesesteinpflasterung - Denkmaltyp: Bauliche Anlage        | BW                               |

## Gründenkmale
| Objekt-ID      | Lage                                          | Offizielle Bezeichnung | Beschreibung | Bild                             |
| -------------- | --------------------------------------------- | ---------------------- | --- | -------------------------------- |
| 22063 Wikidata | Dunsum, Meedeweg (54° 44′ 37″ N, 8° 26′ 9″ O) | Oldsumer Vogelkoje     | Einrichtung, die zum Fang von Wildenten dient. Alteintragung (Aktualisierung vorgesehen) - Begründung: geschichtlich, wissenschaftlich, Kulturlandschaft prägend - Schutzumfang: Oldsumer Vogelkoje, Wassergraben, Kojenteich mit fünf Fangpfeifen, Kojenhaus, Kojenfenne, Tammenhock - Denkmaltyp: Gründenkmal | weitere Fotos \| Fotos hochladen |

## Quelle
- Liste der Kulturdenkmale in Schleswig-Holstein – Kreis Nordfriesland (PDF)

- Karte mit allen Koordinaten:
- OSM |
- WikiMap